# Mircea Mușat
Mircea Mușat (n. 1930 - d. 1994) a fost un deputat român în legislatura 1992-1996, ales în județul Brașov. Mircea Mușat a fost ales din Partidul România Mare. După decesul său, Mircea Mușat a fost înlocuit de către deputatul Florea Danciu.  
A fost cenzor al istoriografiei comuniste și negaționist al Holocaustului.

## Scrieri
- Mircea Mușat, Continuarea luptei poporului român pentru înaltele idealuri de libertate socială și națională, (București: Editura Politică, 1974)[2]